# Bodyworks Voyager: Missions in Anatomy
Bodyworks Voyager: Missions in Anatomy est un jeu vidéo éducatif ou jeu sérieux permettant l'apprentissage des principaux composants et mécaniques du corps humain. Il est développé par Mythos Software et édité par Software Marketing en 1994. Il est composé de deux phases de jeu distinctes, un jeu de tir à la première personne et des questionnaires portant sur le fonctionnement du corps humain,.

## Système de jeu

### Généralités
Le jeu prend place dans un univers futuriste où les patients sont soignés à l'aide de vaisseaux miniaturisés qui naviguent dans le corps humain pour détruire les différentes infections. Le joueur incarne un nouvel arrivant dans l'académie qui va affronter toutes les menaces du corps humain afin d'accéder au plus haut grade de combattant des infections.

### Jeu de tir
Le joueur incarne un pilote de vaisseau miniaturisé qui pénètre les différentes parties infectées du corps des patients pour y combattre les éléments malins. L'objectif est de détruire rapidement la menace qui s'attaque au patient mais également de résister aux attaquants qui s'en prennent au vaisseau. Au fur et à mesure des missions, de nouveaux vaisseaux et un nouvel arsenal se débloque pour mieux combattre les infections toujours plus agressives.

### Questionnaire sur le corps humain
Au début de chaque mission, l'académie s'assure que le joueur maîtrise la zone dans laquelle il va combattre à l'aide d'un questionnaire à choix multiple reposant sur des connaissances générales de l'anatomie humaine.

## Base de données anatomique
En plus du jeu à proprement parler, Bodyworks Voyager dispose également d'une base de données illustrée du système sanguin, digestif, respiratoire, endocrinien, nerveux, génital, musculaire et lymphatique ainsi que le squelette du corps humain. Le joueur peut consulter cette base de données à tout moment et s'en servir pour répondre correctement aux différents questionnaires,.